# Gossan

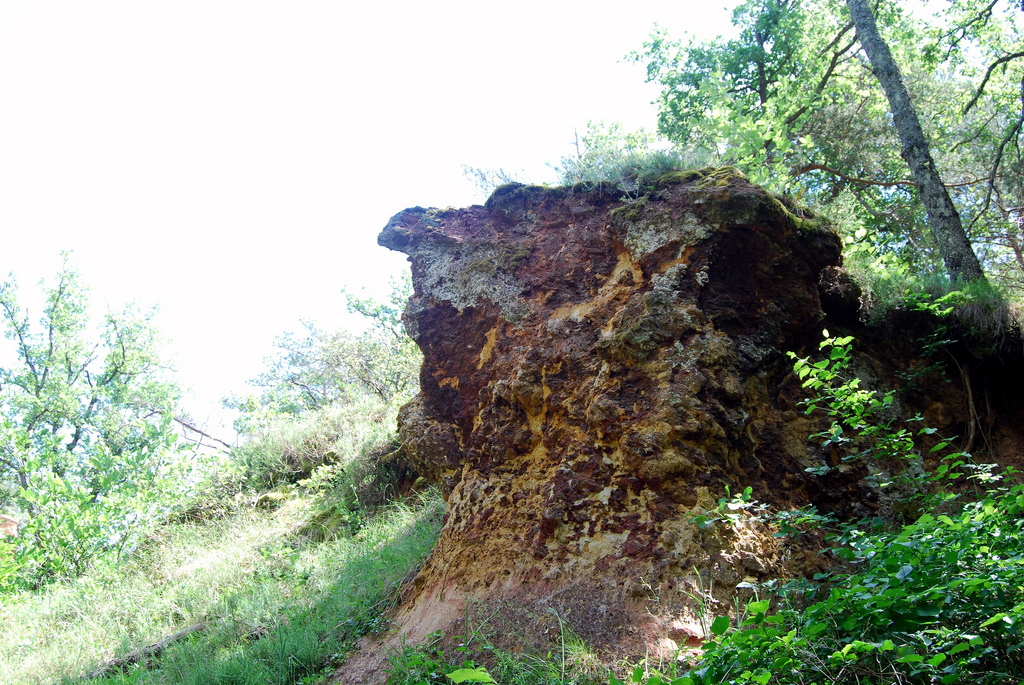
Nòdul ferruginós limonititzat al conegut com a Colorado de Rustrèu.

Els barrets de ferro o gossan (de la pronunciació andalusa dels termes anglesos Gold Sand -sorra daurada-) són roques formades per l'oxidació de sulfurs de ferro que poden formar dipòsits minerals. La formació dels gossan depèn de factors com el clima, la composició inicial dels sulfurs, el nivell freàtic o el relleu. La seva presència pot aportar informació sobre jaciments minerals que puguin estar presents en profunditat, o bé constituir jaciments per si mateixos. Poden ser fonts d'or, plata i estany.